# Countess-Halbinsel
Die Countess-Halbinsel ist eine felsige, 2,5 km lange und 800 breite Halbinsel an der Knox-Küste des ostantarktischen Wilkeslands. Sie erstreckt sich in westlicher Richtung zwischen der Booth-Halbinsel und der Basis der Bunger Hills.
Luftaufnahmen der US-amerikanischen Operation Highjump (1946–1947) dienten ihrer Kartierung. Das Advisory Committee on Antarctic Names benannte sie 1961 nach Julian Countess (* 1926), Besatzungsmitglied der durch Lieutenant Commander David Eli Bunger (1909–1971) durchgeführten Flüge bei der Operation Highjump.